# 莫罗达尔巴
莫罗达尔巴（義大利語：Morro d'Alba），是意大利安科纳省的一个市镇。总面积19.12平方公里，人口1991人，人口密度104.1人/平方公里（2009年）。ISTAT代码为042031。